# Método de Cash-Karp
Em análise numérica, Cash-Karp é um método para a resolução de equações diferenciais ordinárias (EDOs). Ele é um dos métodos tipo Runge-Kutta para a resolução numérica de equações diferenciais. De fato, ele faz seis avaliações de função para calcular soluções acuradas de quarta e quinta ordem. A diferença entre elas é então tomada como erro para a aproximação de quarta ordem. Essa estimativa do erro é bastante conveniente para algoritmos de integração com tamanho de passo adaptativo. Outros métodos similares são o método de Runge-Kutta-Fehlberg (RKF) e o método Dormand-Prince (RKDP).
A matriz de Butcher do método é:
|  | 0    |            |         |             |              |           |          |
|  | 1/5  | 1/5        |         |             |              |           |          |
|  | 3/10 | 3/40       | 9/40    |             |              |           |          |
|  | 3/5  | 3/10       | −9/10   | 6/5         |              |           |          |
|  | 1    | −11/54     | 5/2     | −70/27      | 35/27        |           |          |
|  | 7/8  | 1631/55296 | 175/512 | 575/13824   | 44275/110592 | 253/4096  |          |
|  |      | 37/378     | 0       | 250/621     | 125/594      | 0         | 512/1771 |
|  |      | 2825/27648 | 0       | 18575/48384 | 13525/55296  | 277/14336 | 1/4      |

Nesta tabela, a primeira linha de b fornece a solução acurada de quinta ordem, e a segunda tem ordem quatro.